# Von Békésy (cràter)

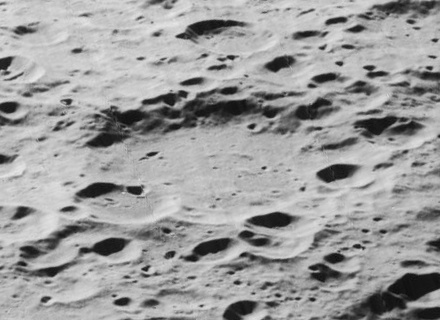
Imatge obliqua de la missió Lunar Orbiter 5

Von Békésy és un desgastat cràter d'impacte, pertanyent a la cara oculta de la Lluna. Es troba a les latituds septentrionals, darrere del terminador nord-est de la Lluna tal com es veu des de la Terra. Aquesta és una formació de cràters relativament aïllada, el cràter dels quals més proper és Volterra, amb prou feines a un diàmetre al nord-nord-est. Al sud-oest es troba Millikan.

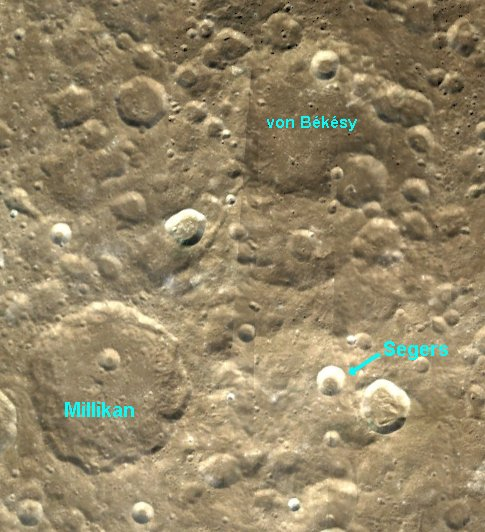
Entorn de Von Békésy

Aquest cràter ha estat fortament erosionat per impactes posteriors, i diverses porcions de la vora estan superposades per cràters més petits. El més gran d'aquests es troba travessant la vora del sector sud-est. També es localitzen diversos cràters més petits al nord-est i en la vora del costat occidental. El sòl interior pràcticament manca de trets resenyables, amb tan sols uns petits cràters marcant la seva superfície.

## Cràters satèl·lit
Per convenció aquests elements són identificats en els mapes lunars posant la lletra en el costat del punt central del cràter que està més proper a Von Békésy.
|            | \| Von Békésy \| Coordenades \| Diàmetre \| \| ---------- \| -------------------------------------- \| -------- \| \| F \| 52° 54′ N, 137° 18′ E / 52.9°N,137.3°E \| 18 km \| \| T \| 52° 12′ N, 121° 54′ E / 52.2°N,121.9°E \| 29 km \| |          |
| Von Békésy | Coordenades | Diàmetre |
| F          | 52° 54′ N, 137° 18′ E / 52.9°N,137.3°E | 18 km    |
| T          | 52° 12′ N, 121° 54′ E / 52.2°N,121.9°E | 29 km    |